# コーチ
コーチ（英語: coach）とは、指導や訓練をする人のこと。
もともと、学生が家庭で勉強や試験勉強をする際にその指導をした人、すなわち家庭教師などを指した。その後、スポーツの指導をする人も指すようになった。
近年では、分野が広がっており、メンタル・コーチ、ライフ・コーチ、キャリア・コーチ、リーダーシップ・コーチ、ビジネス・コーチ、エグゼクティブ・コーチ（企業の幹部を育てるコーチ）などもいる。コーチングという分野では、分野を限定せず、人を導く手法全般が研究・探求され、実践されている。
本項目でも、分野を限定せずコーチについて解説する。
日本語では指導者ともいう。

## 語源
「コーチ」という語は、人を目的地に運ぶ乗り物、という概念から生じている。イギリス人が、四頭引きの四輪大型乗合馬車をコーチと呼んだことに由来する。
コーチという用語の語源は、kocsiであり、これは「kocs村の（もの、乗り物）」という意味の用語である。15世紀のハンガリーのKocs村（コックス村）で四輪の大型有蓋馬車（屋根付きの馬車）が初めて製造・使用され、これがドイツ語でkotscheと呼ばれ、16世紀の中期フランス語でcocheと呼ばれ、それが英語ではcoachとなった。
乗り物がその発明地や初めて使用された地名に因んで命名されることはしばしばあり、berlin、landau、surrey などと同様である。
なお16世紀以降、この語の派生形はスペイン語・ポルトガル語で coche、イタリア語で cocchino、オランダ語で koets など、多くのヨーロッパ諸語に見出される。
（なお1941年にアメリカで創業された革製品の会社「コーチ」のロゴも有蓋馬車（屋根付き馬車）であり、この有蓋馬車のイメージが根底にある。）
「指導者・訓練者」の意味の用法は、1830年頃のオックスフォード大学における学生俗語に起源を持ち、「試験を通過させる」（＝人を運ぶ）家庭教師を指す語として用いられた （なお、学生俗語には「pony ポニー」もあり、こちらは翻訳書を意味した）。
指導者という意味はスポーツにも転用され、1861年には「競技者を訓練するために雇われた者」としての使用が確認されている。なお当時、競技者を訓練するために雇われた者の、より古典的な表現としては、「公共の競技に出場する者を訓練する者」を意味する古代ギリシア語 agonistarkhesから派生した agonistarch アゴニスターチという単語が用いられていた。つまりそちらが正式用語であり、1860年代当時のcoachはあくまで俗語だった。
なお、coachが鉄道の旅客車両を指すために用いられるようになったのは、1866年のアメリカ英語においてである。「エコノミークラス、またはツーリストクラス」の意味での使用は1949年からである。
欧米では今日でも、鉄道車両やバスなど、馬車から派生した乗り物が広く「コーチ」と呼ばれ（英語版 Coachを参照）、あるいはそれと類似した綴りや発音の単語で呼ばれている。

## 歴史

### 欧米
19世紀ごろのオックスフォード大学で、家庭教師（チューター、tutor）を指すスラングに、このコーチ (coach) の語が用いられたことが、英語のコーチ (coach) に指導の意味が派生した契機となっている。スラングとされたのは、当時のイギリスの教育では枝むちが用いられていたためだが、「（人や荷物を）馬車で運ぶ」ことになぞらえて、名詞として指導や指導員を指す正規の意味となっていった。また、「馬車で旅行する」という自動詞から「（家庭教師のもとで）勉強する/訓練する」という意味も生まれた。
コーチの動名詞形であるコーチング (coaching) は、馬の愛好家を中心に、riding horse などの語法に代わる乗馬（四輪車両を牽引しない馬の疾駆）の俗語としても用いられるようになったが、一方でアメリカ英語ではコーチをスポーツの指導の意味でも使うようになり、それが訳されることなく外来語として日本でも使用されるようになった。しかし、世界共通語ではなく、大陸欧州などの非英語圏では、もっぱらトレーナー (trainer) と語源を同じくする語が使用されている。その場合、トレーナーが日本語の監督を意味していることもある。

### 日本
スポーツ用語としてのコーチという言葉は、日本では20世紀の初頭ごろから使われ始めたとみられる。文献上での初見は、1921年に出版された「新しき用語の泉」で、『野球の用語で、走塁者を指揮し声援すること』として解説されている。ただし、1906年4月16日付の東京日日新聞では『毎日々々コーチャーたるメリー氏は……』とあることから、コーチャーという言葉の方が先に定着したことが窺える。
1930年に出版された婦女界社の「結婚心得帖」には、指導する立場の者が必ずしも信用の置けない例として、『家庭教師や水泳教師、さては庭球のコーチャーなどにも、相当仮面を被ってゐる者があります』とあることから、この頃にはすでに野球以外の外来スポーツにも使用領域が広がっていたものの、コーチ（指導）とコーチャー（指導員）が明確に使い分けられ、いまだコーチャーの用法の方が主流を占めていたとみられる。

## スポーツ競技のコーチ
コーチになる人は、その競技の選手経験を持つ人が多い。

### 役割
選手やチームの能力を引き出し、勝利へ導く指導を行う。具体的には、選手個々の特徴を把握し、練習メニューを立案、技術指導、精神的なサポート、チームマネジメントなど、多岐にわたる役割を担う。
子供の選手を相手にするコーチの役割には、一生懸命プレーする子どもたちが楽しくプレーできるようにサポートすることが含まれる。こうして楽しくプレーする経験を積み重ねた子供の中から将来の優秀なプロ選手も誕生することになるので、子供に接するコーチはその競技の未来を担う選手を育てる役割も担っている。
試合・大会での指導
試合や大会、コンテストなどで、戦略的、戦術的指導や指示をし、必要な際には選手交代などを行う。
組織の中の役割、階層構造
ヘッドコーチの下に何人かのコーチがいる体制を組み、各コーチは特定分野を受け持つ場合もある（野球のピッチング・コーチ、打撃コーチ、サッカーのキーパー・コーチ、ディフェンス専門コーチ、オフェンス専門コーチなど）。
大きなチーム、スポーツ組織では、コーチ部門にも多くのスタッフがいて、コーチをサポートする。
いくつかのプロスポーツでは、ヘッドコーチと監督やゼネラルマネージャー兼任となる場合がある。この場合、ヘッドコーチでも、選手の採用や契約交渉、トレードや解雇などを決める権限まで持つ。

### 競技種別
イギリスから始まった用語なので、まずイギリスの競技から説明してゆく。

#### テニス

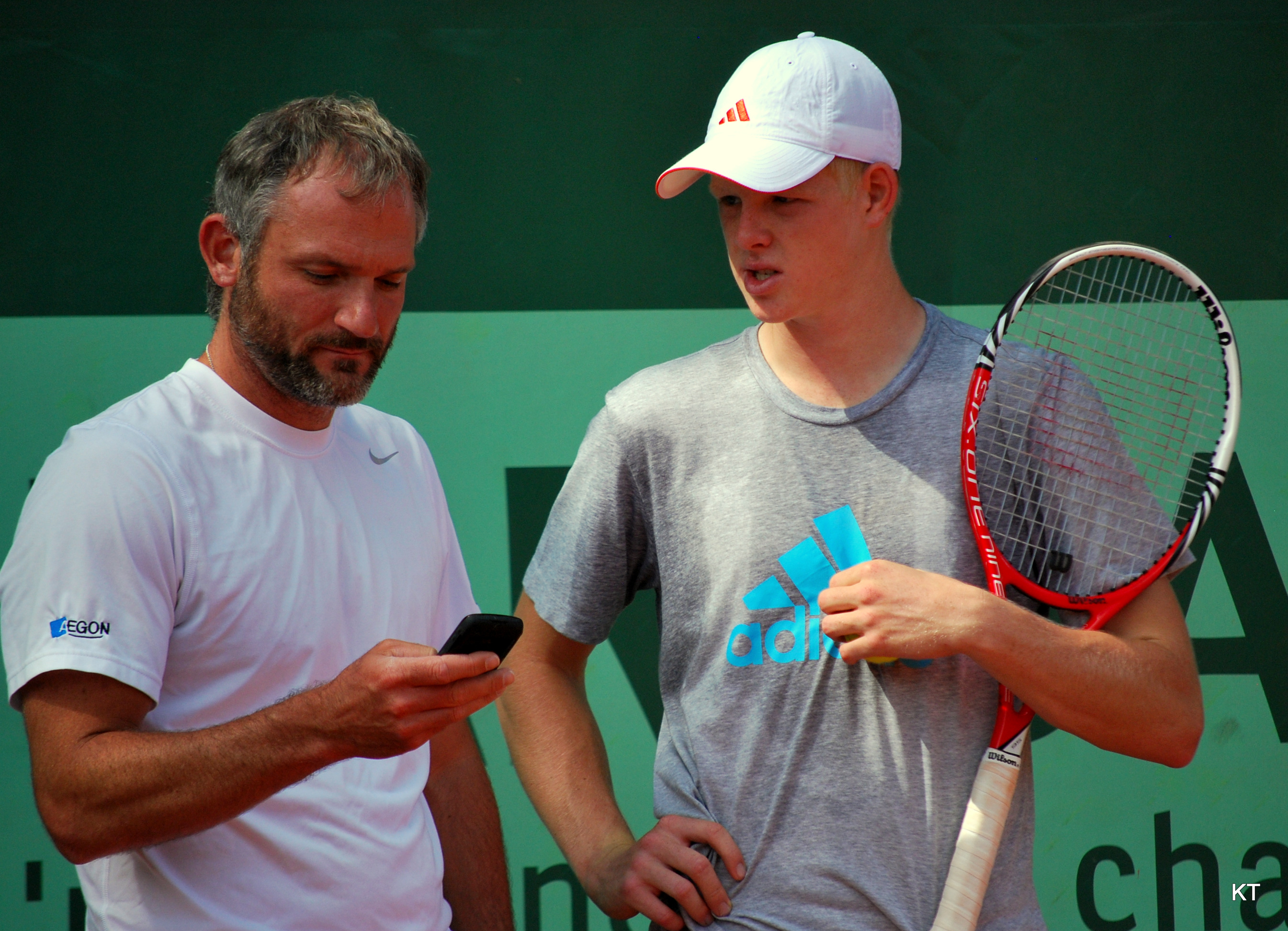
テニスのコーチ（左）と選手（右）

#### フィギュアスケート

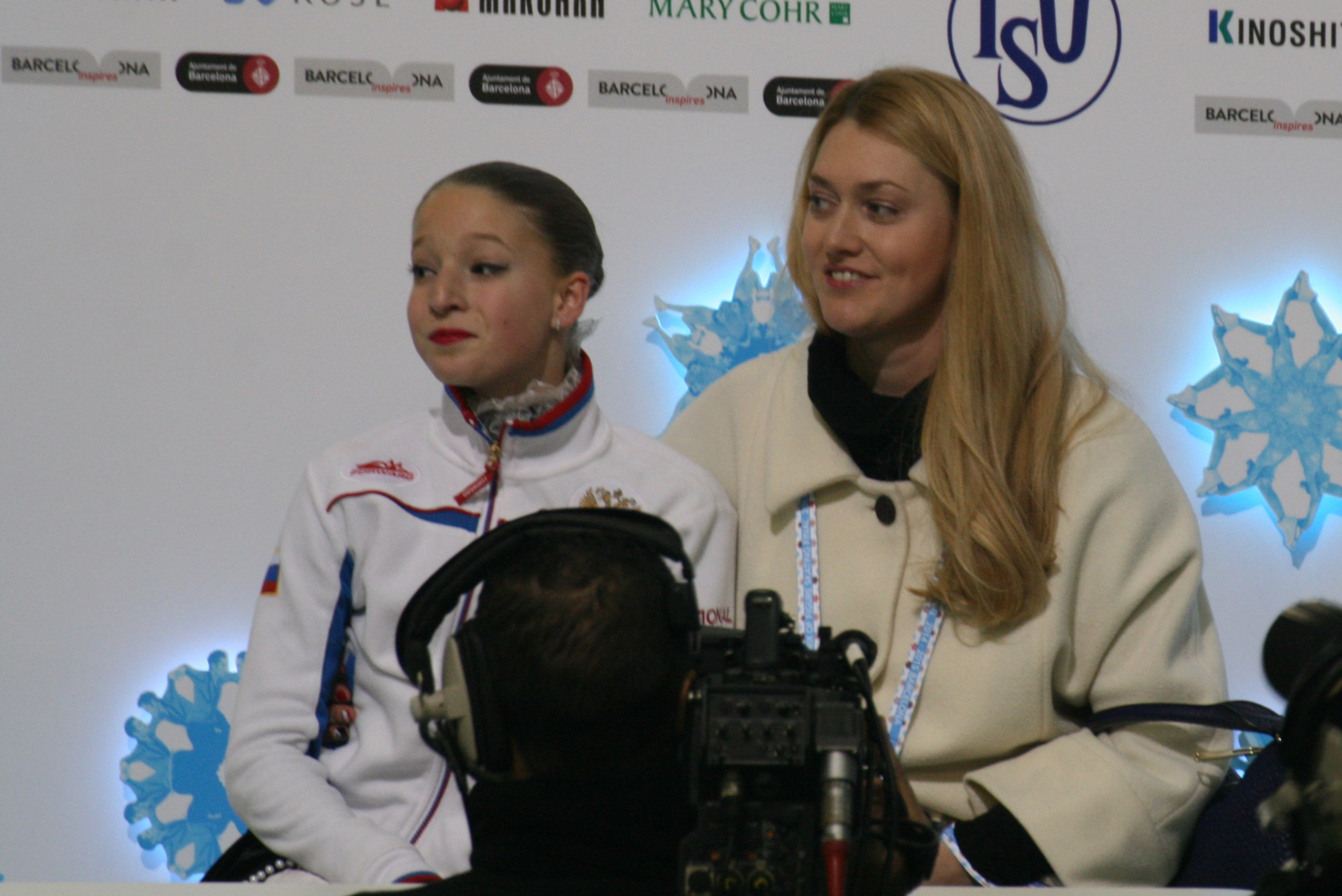
フィギュアスケートのコーチ（右）と選手（左）

#### クリケット

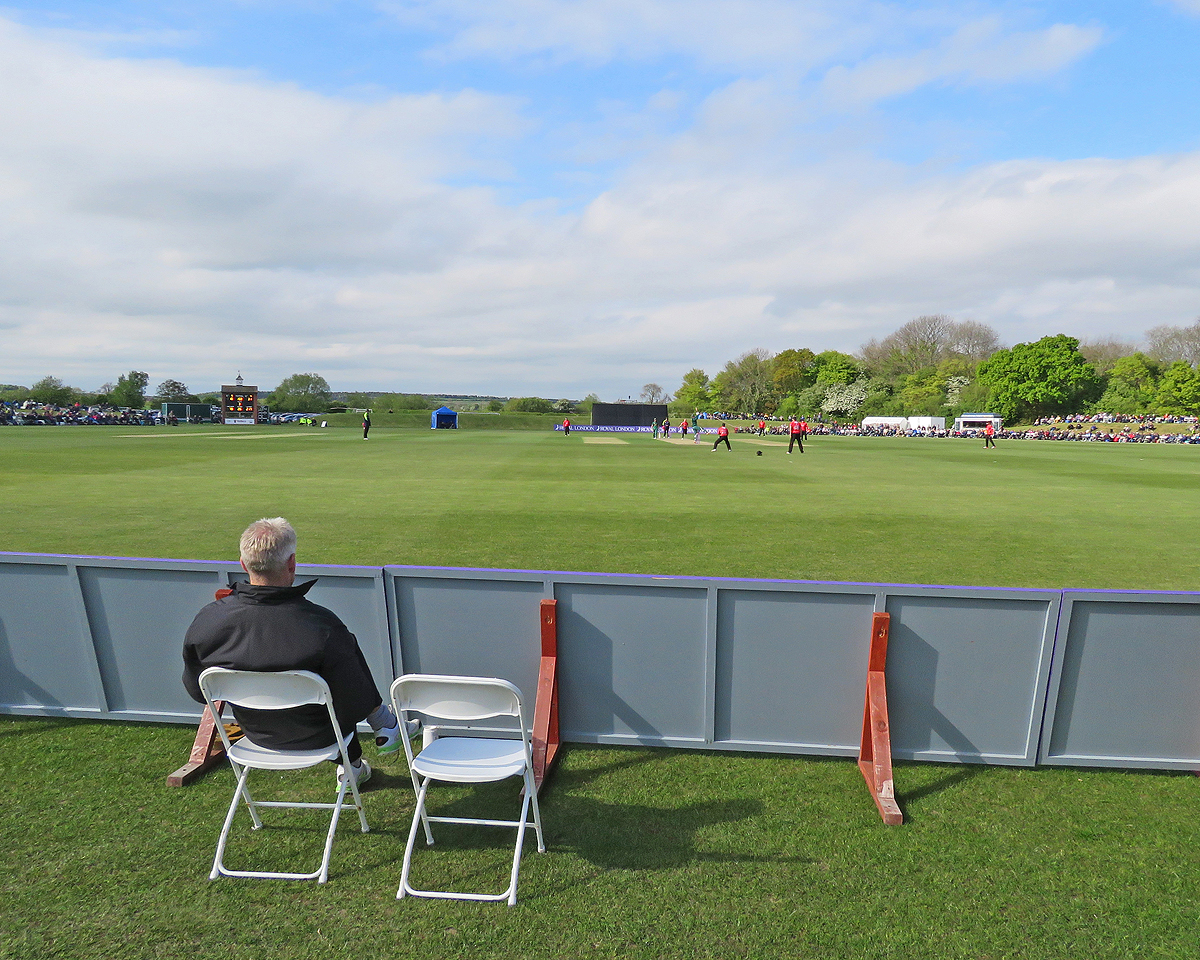
クリケットのヘッドコーチ

- en:Category:Cricket coaches - クリケットのコーチの国別、チーム別の一覧が掲載されている。

#### 野球

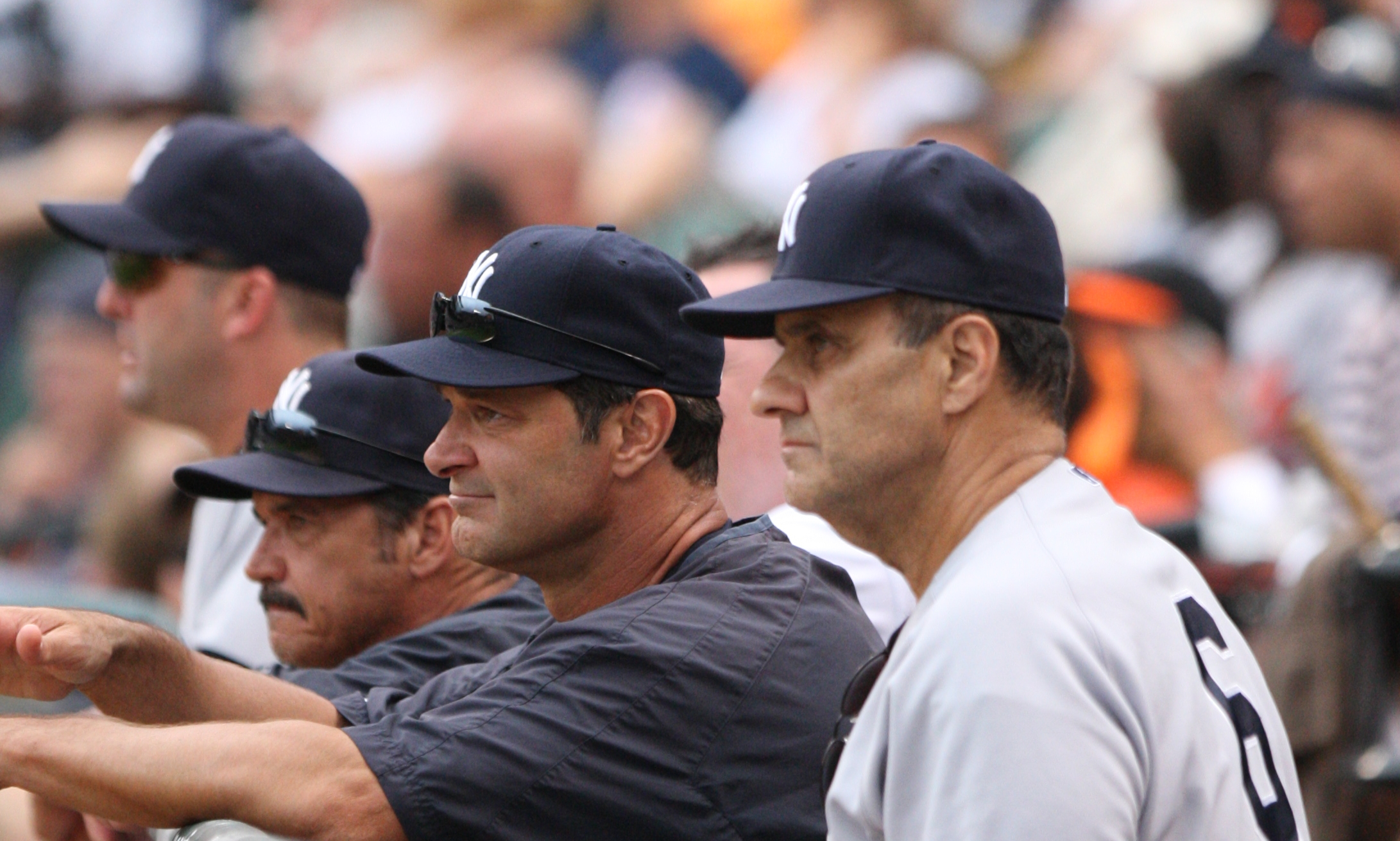
ニューヨーク・ヤンキースのジョー・トーリ監督（右端）とコーチ（左から右）ケビン・ロング、ロン・ギドリー、ドン・マッティングリー

メジャーリーグのコーチについてはen:Coach (baseball)